# Monardella
Monardella är ett släkte av kransblommiga växter. Monardella ingår i familjen kransblommiga.

## Bildgalleri

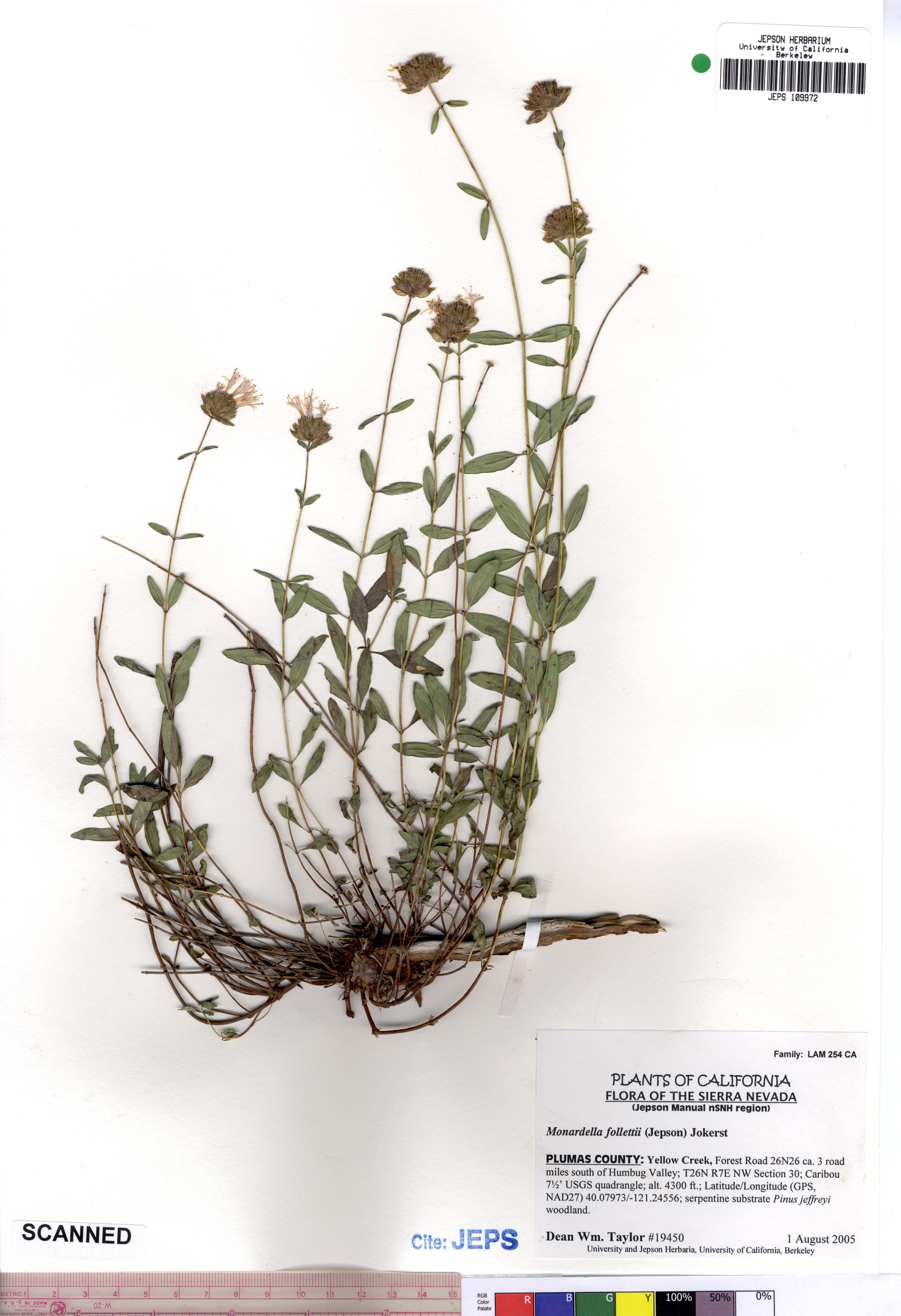
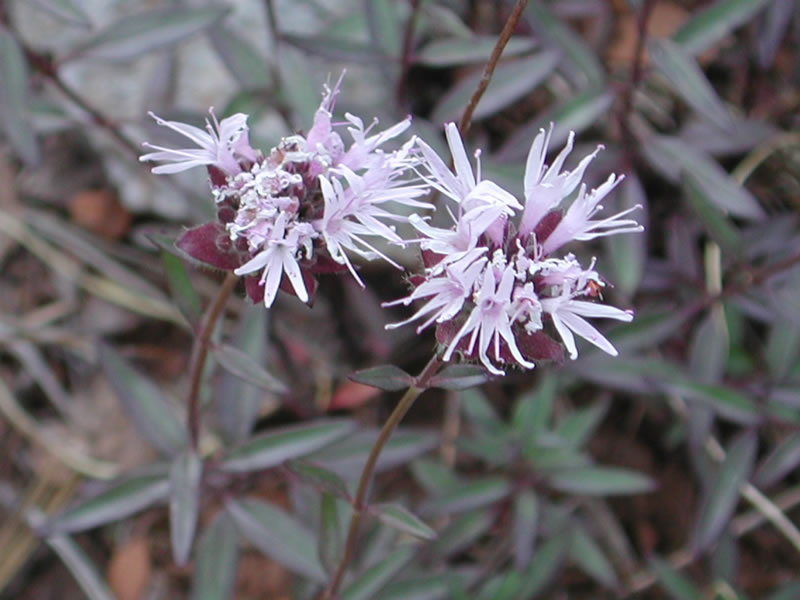
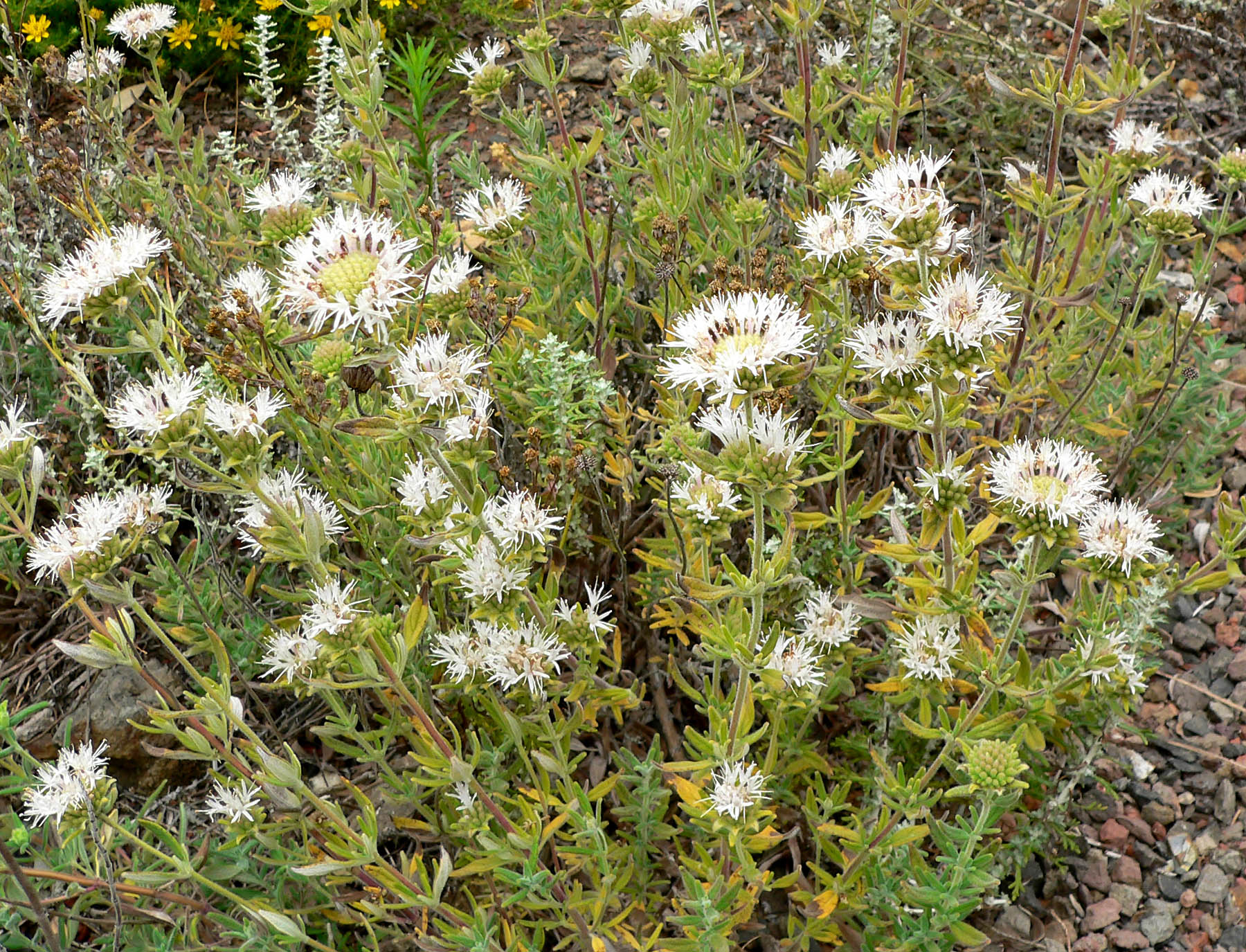
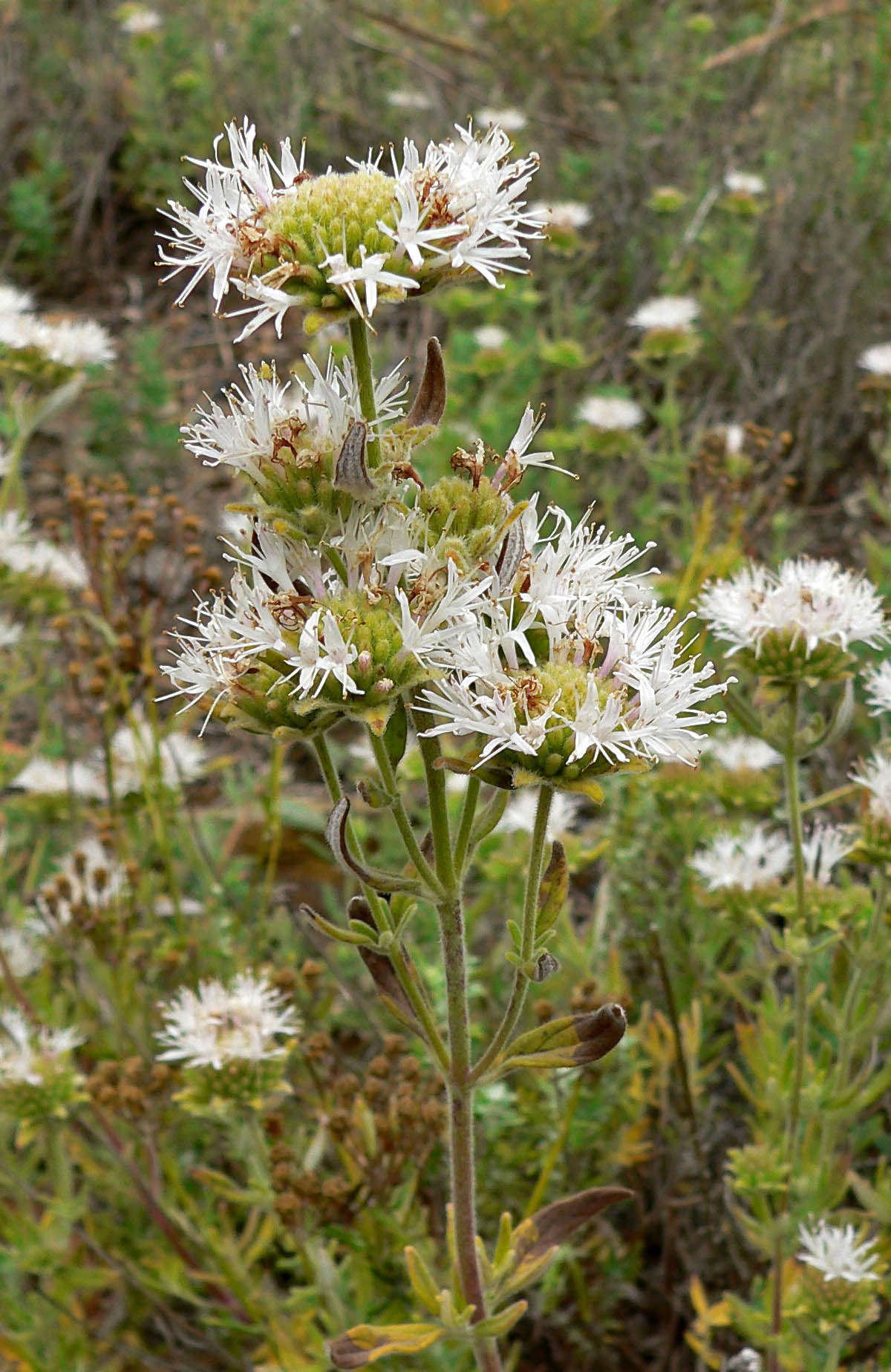
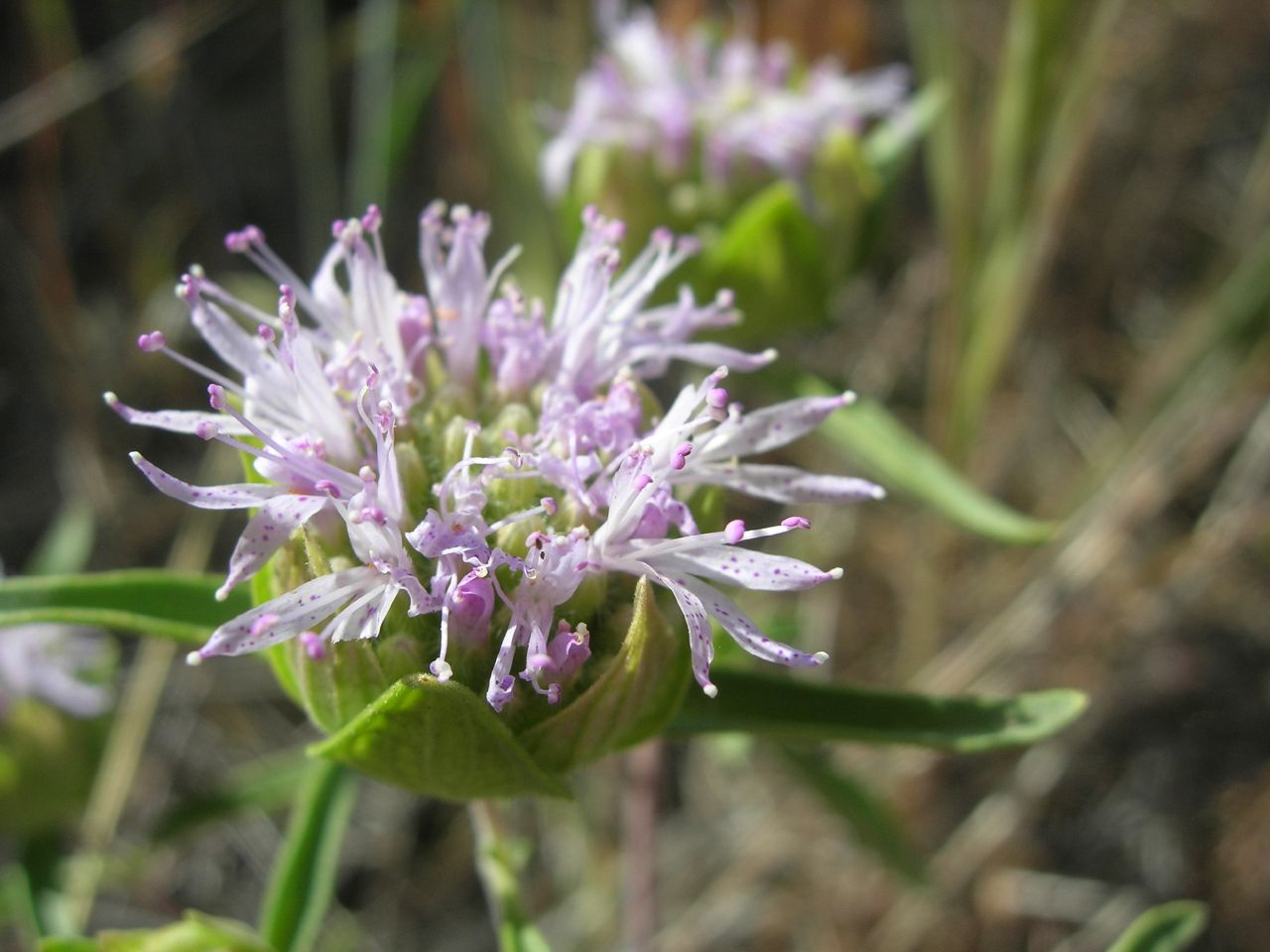
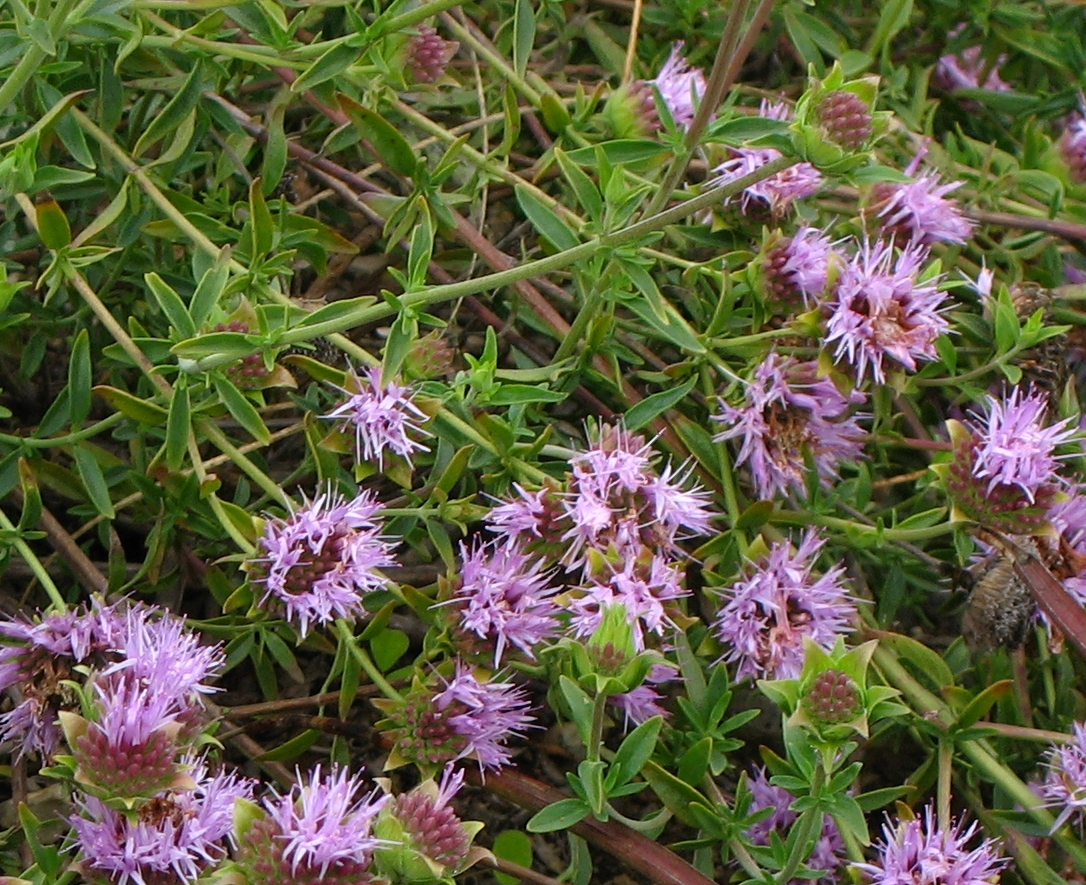

## Dottertaxa tillMonardella, i alfabetisk ordning[1]
- Monardella antonina
- Monardella arizonica
- Monardella australis
- Monardella beneolens
- Monardella breweri
- Monardella candicans
- Monardella cinerea
- Monardella crispa
- Monardella douglasii
- Monardella exilis
- Monardella follettii
- Monardella frutescens
- Monardella glauca
- Monardella hypoleuca
- Monardella lanceolata
- Monardella leucocephala
- Monardella linoides
- Monardella macrantha
- Monardella nana
- Monardella odoratissima
- Monardella palmeri
- Monardella pringlei
- Monardella purpurea
- Monardella robisonii
- Monardella sheltonii
- Monardella siskiyouensis
- Monardella stebbinsii
- Monardella stoneana
- Monardella undulata
- Monardella villosa
- Monardella viminea
- Monardella viridis